# Dipartimento di Biltine
Il dipartimento di Biltine è un dipartimento del Ciad facente parte della provincia di Wadi Fira. Il capoluogo è Biltine.

## Comuni
Il dipartimento comprende i seguenti comuni:
- Atalang
- Biltine
- Kirzim